# フラビオ・カント
フラビオ・カント（Flávio Vianna de Ulhôa Canto 、1975年4月16日- ）は、ブラジルの柔道選手。イギリスのオックスフォード出身。階級は81kg級。身長179cm。

## 人物
1996年アトランタオリンピックでは準々決勝で古賀稔彦に袖釣込腰で敗れるなどして7位に終わった。2000年シドニーオリンピックには出場できなかった。2004年アテネオリンピックでは銅メダルを獲得した。2008年北京オリンピックは国内のこの階級に世界チャンピオンのティアゴ・カミロがいたため出場できなかった。一方、世界団体には出場してチームの3位に貢献した。2010年には35歳になったにもかかわらず多くの国際大会に参加して、世界選手権では5位だったものの、世界団体ではチームの2位に貢献した。
ブラジリアン柔術も黒帯で寝技の名手として知られている。世界団体東京大会では全日本選手権覇者で寝技師の加藤博剛に腕挫十字固で勝利している。
また、リオデジャネイロの貧困層を支援するNGO組織の「レアソン」代表として子供たちに柔道を教える活動にも従事している。この「レアソン」からは女子57kg級のラファエラ・シルバのような世界で活躍する選手も出てきている。この件はテレビ番組トランスワールドスポーツでも紹介され世界の多くの地域で放送された。
2013年7月には女優のフィオレラ・マテイスと結婚した。

## 主な戦績
78kg級での戦績
- 1995年 - パンアメリカン競技大会　3位
- 1996年 - イギリス国際　3位
- 1996年 - アトランタオリンピック　7位
- 1996年 -  パンナム選手権　3位
- 1997年 - ドイツ国際　3位
- 1997年 - パンナム選手権　優勝
- 1997年 - 世界選手権　7位

81kg級での戦績
- 1998年 - ドイツ国際　3位
- 1998年 - ワールドカップ団体戦　2位
- 1998年 - パンナム選手権　3位
- 1999年 - パンアメリカン競技大会　2位
- 1999年 - パンナム選手権　優勝
- 2000年 - 世界学生　3位
- 2002年 - チェコ国際　2位
- 2002年 - パンナム選手権　3位
- 2003年 - ハンガリー国際　3位
- 2003年 - パンナム選手権　優勝
- 2003年 - パンアメリカン競技大会　優勝
- 2004年 - ロシア国際　3位
- 2004年 - パンナム選手権　優勝
- 2004年 - アテネオリンピック　3位
- 2006年 - ドイツ国際　優勝
- 2006年 - チェコ国際　優勝
- 2006年 - パンナム選手権　優勝
- 2007年 - ドイツ国際　3位
- 2007年 - プレオリンピック大会　団体戦　2位
- 2008年 - 世界団体　3位
- 2009年 - パンナム選手権　2位
- 2009年 - グランドスラム・リオデジャネイロ　5位
- 2009年 - ワールドカップ・アピア　2位
- 2010年 - パンナム選手権　優勝
- 2010年 - グランドスラム・リオデジャネイロ　3位
- 2010年 - ワールドカップ・マドリード　3位
- 2010年 - ワールドカップ・リスボン　優勝
- 2010年 - グランドスラム・モスクワ　3位
- 2010年 - ワールドカップ・サルヴァドール　3位
- 2010年 - 世界選手権　5位
- 2010年 - 世界団体　2位